# Macropygia magna
Rola-cuco-timorense, rola-cuco-barrada ou pombo-cuco-pardo (Macropygia magna) é uma espécie de ave da família Columbidae.
É encontrada em regiões da Indonésia e Timor-Leste.